# Gibbsboro
Gibbsboro és una població dels Estats Units a l'estat de Nova Jersey. Segons el cens del 2000 tenia 2.435 habitants.

## Demografia
Segons el cens del 2000, Gibbsboro tenia 2.435 habitants, 829 habitatges, i 664 famílies. La densitat de població era de 427,3 habitants/km².
Dels 829 habitatges en un 36,6% hi vivien nens de menys de 18 anys, en un 67,3% hi vivien parelles casades, en un 9,9% dones solteres, i en un 19,8% no eren unitats familiars. En el 16,6% dels habitatges hi vivien persones soles el 6,8% de les quals corresponia a persones de 65 anys o més que vivien soles. El nombre mitjà de persones vivint en cada habitatge era de 2,91 i el nombre mitjà de persones que vivien en cada família era de 3,28.
Per edats la població es repartia de la següent manera: un 25,3% tenia menys de 18 anys, un 7,3% entre 18 i 24, un 27,9% entre 25 i 44, un 26% de 45 a 60 i un 13,6% 65 anys o més.
L'edat mediana era de 39 anys. Per cada 100 dones de 18 o més anys hi havia 95,6 homes.
La renda mediana per habitatge era de 57.326 $ i la renda mediana per família de 63.864 $. Els homes tenien una renda mediana de 43.182 $ mentre que les dones 30.807 $. La renda per capita de la població era de 26.035 $. Aproximadament el 2,4% de les famílies i el 4,2% de la població estaven per davall del llindar de pobresa.

## Poblacions més properes
El següent diagrama mostra les poblacions més properes.